# Distorção de citação
Distorção de citação é um fenômeno em pesquisa científica que ocorre quando citações falham em conectar adequadamente um texto a literatura existente. Existem muitas formas do processo de citação falhar nessa conexão. Logo, há vários tipos de distorção de citação, sendo o viés de citação, a invenção e a amplificação os três tipos mais comuns. Quando dados relevantes que tratam de uma reclamação não são citados, ocorre o viés de citação (quando uma publicação ignora fontes relevantes que entram em contradição com a sua conclusão por exemplo, isso pode passar a falsa impressão de consenso onde na verdade existe uma controversa científica). Quando é feita uma citação em um artigo mas a reivindicação não é confirmada pela fonte citada ocorre a invenção (um exemplo seria uma publicação alegando causa e efeito enquanto a fonte correspondente alega apenas correlação). Já a amplificação ocorre quando fontes secundárias são citadas ao invés das fontes primárias (isso ocorre quando fontes secundárias que sustentam uma conclusão tem como fonte primária o mesmo trabalho, podendo causar a falsa impressão de que vários pesquisadores chegaram de forma independente ao mesmo resultado).
Na ciência a citação é um método acadêmico que almeja a imparcialidade e constitui uma poderosa forma de comunicação social. No entanto o uso social de uma rede de citação vítima de distorções, que incluem viés, invenção e amplificação, pode produzir uma cascatas de informações que resultem em autoridade infundada a suas reivindicações.
A distorção de citação foi inicialmente descrita pelo neurologista e pesquisador Steven A. Greenberg em um artigo de 2009 que mostrou como uma crença cientificamente infundada sobre Alzheimer se disseminou na literatura científica através de uma rede de citações vítima de diversas distorções.